# Comalcalco (Tabasco)
Comalcalco è una municipalità dello stato di Tabasco, nel Messico meridionale, il cui capoluogo è la città omonima.
La municipalità conta 192.802 abitanti (2010) e ha un'estensione di 770,7 km².
Il significato del nome in lingua nahuatl è Casa delle comales.

## Siti archeologici

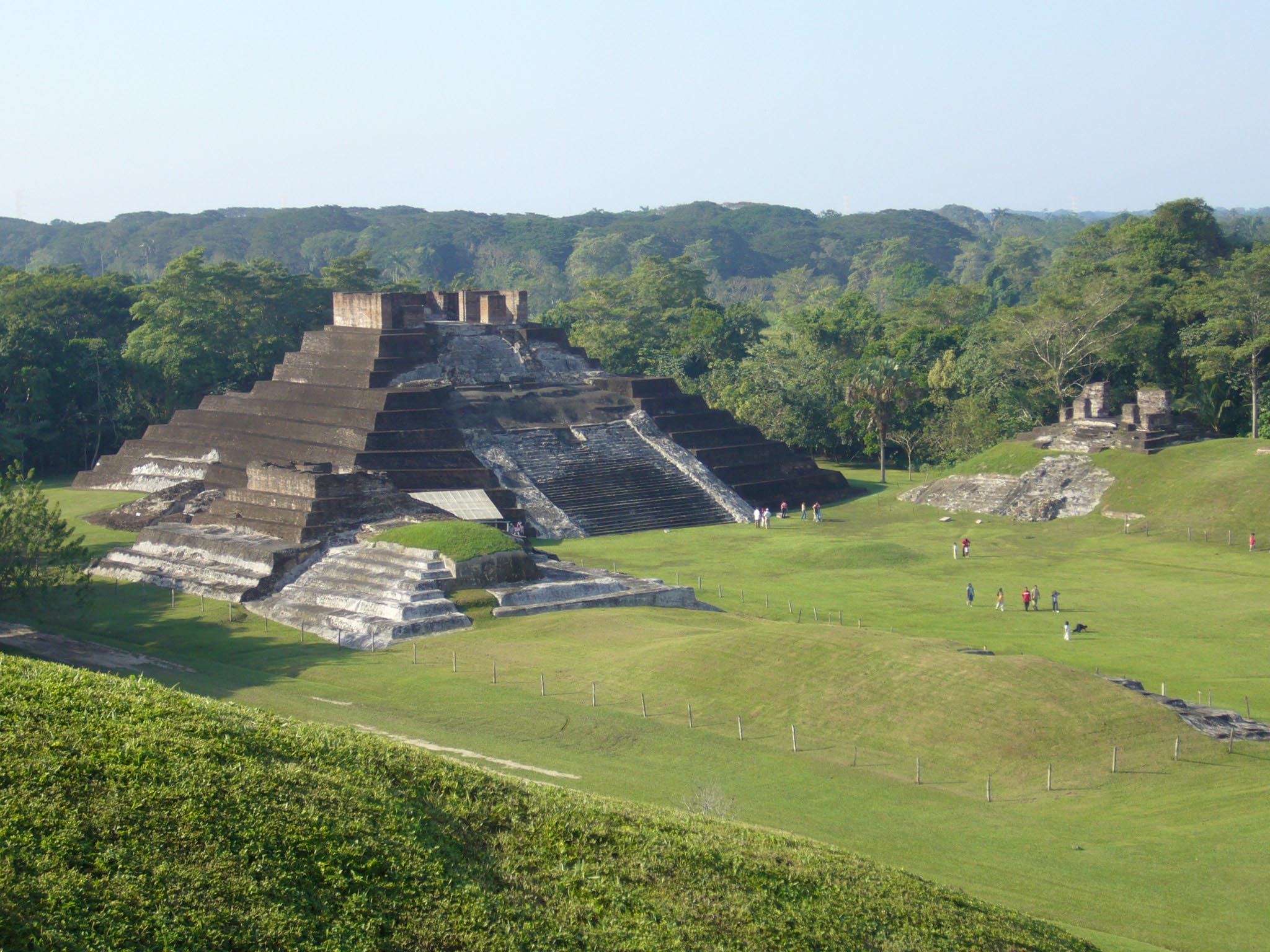
Il Tempio I e la piazza settentrionale

Nel territorio comunale si trova l'importante sito archeologico omonimo.